# Kiribati nos Jogos Olímpicos de Verão de 2020
Kiribati tem sua participação esperada nos Jogos Olímpicos de Verão de 2020, que seriam realizados em Tóquio entre 24 de julho e 9 de agosto de 2020, mas foram adiados para 23 de julho e 8 de agosto de 2021, por conta da Pandemia de COVID-19. Será a quinta participação do país nos Jogos Olímpicos de Verão, tendo participado desde 2004.

## Competidores
| Esporte        | Masculino | Feminino | Total |
| -------------- | --------- | -------- | ----- |
| Atletismo      | 1         | 0        | 1     |
| Halterofilismo | 1         | 0        | 1     |
| Judô           | 0         | 1        | 1     |
| Total          | 2         | 1        | 3     |